# Holger Dremel

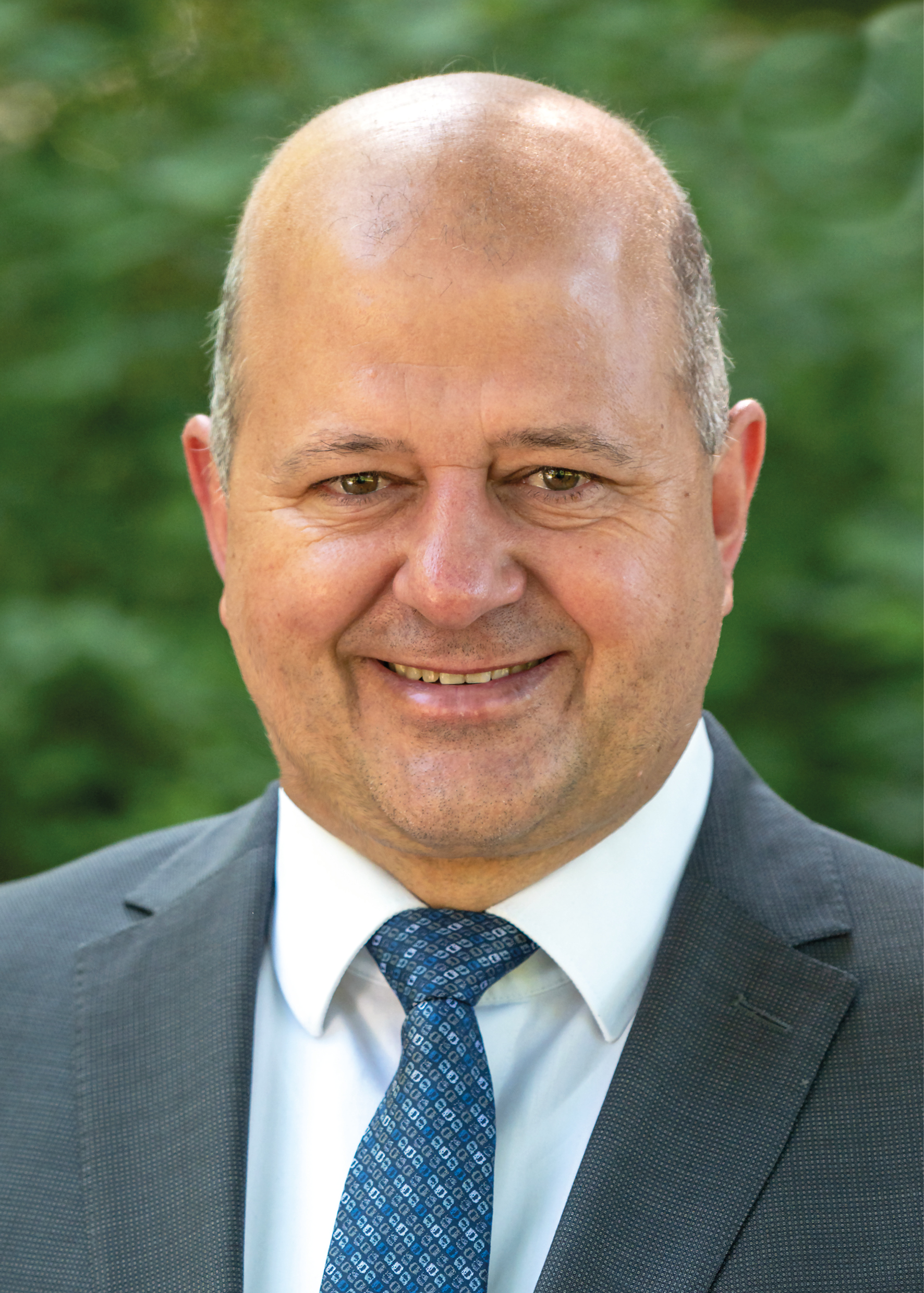
MdL Holger Dremel

Holger Dremel (* 9. Januar 1972 in Scheßlitz) ist ein deutscher Politiker (CSU). Er ist seit 2018 Mitglied des Bayerischen Landtages.

## Leben
Holger Dremel ist wohnhaft in Scheßlitz im Landkreis Bamberg. Er ist verheiratet und hat drei Kinder.

### Ausbildung, beruflicher Werdegang
Dremel absolvierte 1989 die mittlere Reife am E.T.A. Hoffmann-Gymnasium Bamberg. Nach seiner  Ausbildung im mittleren Polizeivollzugsdienst von 1990 bis 1992 studierte er von 2002 bis 2004 an der Beamtenfachhochschule mit einem Abschluss als Diplom-Verwaltungswirt (FH). Seit 2004 war er in diversen Funktionen in der bayerischen Polizei tätig.
Vor seiner Wahl zum Landtagsabgeordneten 2018 war Holger Dremel Leiter der Ermittlungsgruppe der Polizeiinspektion Bamberg-Stadt. Dort war er zuletzt zuständig für die Kriminalitätsbekämpfung im Stadtgebiet Bamberg, einschließlich der Aufnahmeeinrichtung Oberfranken (AEO), jetzt Ankerzentrum. In der oberfränkischen Polizei hat er zuletzt mehrere Funktionen ausgefüllt, unter anderem als Pressesprecher, Leiter Einsatzzentrale und Dienststellenleiter. Das Thema Sicherheit ist sein politisches Schwerpunktthema.

### Mitgliedschaften, Ehrenämter, Funktionen
Dremel ist nach eigenen Angaben seit 1988 als Kirchenorganist der Pfarrkirche St. Kilian Scheßlitz tätig. Zudem ist er seit 2021 Kreisvorsitzender des Bayerisches Rotes Kreuz Bamberg und seit 2019 Vorsitzender des Anstaltsbeirats der JVA Bamberg/Ebrach/Kronach.

## Politik
1995 trat Dremel der CSU und der Jungen Union bei. In seiner Partei engagiert er sich als Mitglied des Arbeitskreises Polizei (AK POL). Seit 2023 ist er Ehrenvorsitzender des CSU-Ortsverbands Scheßlitz.
In seinem Wohnort Scheßlitz gehörte er von 2008 bis 2019 dem Stadtrat an und war von 2014 bis 2019 ehrenamtlicher 2. Bürgermeister. Seit 2020 ist er Mitglied des Kreistags im Landkreis Bamberg.
Bei der bayerischen Landtagswahl 2018 gewann er das Direktmandat für den Stimmkreis Bamberg-Land und zog damit in den Bayerischen Landtag ein. 2023 wurde er wiedergewählt. Dort ist er seit 2018 Mitglied im Ausschuss für Kommunale Fragen, Innere Sicherheit und Sport und seit 2022 Mitglied des Parlamentarischen Kontrollgremiums. Seit 2023 ist er innenpolitischer Sprecher der CSU-Landtagsfraktion.